# 羅伯特·布魯斯 (第六代安南達爾領主)
羅伯特·布魯斯（英語：Robert de Brus，1243年7月—1304年3月4日），安南達爾領主，蘇格蘭國王羅伯特一世的父親。

## 家庭
1271年，羅伯特與卡里克女伯爵瑪喬里結婚，兩人共有5子4女：
1. 伊莎貝爾（英语：Isabel Bruce）（1272年—1358年）
2. 羅伯特（1274年—1329年）
3. 克里斯蒂娜（英语：Christina Bruce）（1278年—1356/57年）
4. 奈傑爾（英语：Nigel de Brus）（1279年—1306年）
5. 愛德華（1280年—1318年）
6. 瑪麗（英语：Mary Bruce）（1282年—1323年）
7. 托馬斯（英语：Thomas de Brus）（1284年—1307年）
8. 亞歷山大（英语：Alexander de Brus）（1285年—1307年）
9. 瑪蒂爾達（1287年—1323/24年）